# Puchar Ministra Obrony Narodowej 2014
Puchar Ministra Obrony Narodowej 2014 – 53. edycja wyścigu kolarskiego o Puchar Ministra Obrony Narodowej, która odbyła się 23 sierpnia 2014 na liczącej 151 kilometrów trasie wokół Szydłowca; wyścig był częścią UCI Europe Tour 2014.

## Klasyfikacja generalna
| \| Klasyfikacja generalna \| Klasyfikacja generalna \| Klasyfikacja generalna \| Klasyfikacja generalna \| Klasyfikacja generalna \| \| Kolarz \| Kolarz \| Państwo \| Drużyna \| Czas \| \| ---------------------- \| ---------------------- \| ---------------------- \| -------------------------------- \| ---------------------- \| \| 1. \| Konrad Dąbkowski \| Polska \| ActiveJet \| 3h 27' 25" \| \| 2. \| Grzegorz Stępniak \| Polska \| CCC Polsat Polkowice \| + 0" \| \| 3. \| Erik Baška \| Słowacja \| Dukla Trenčín Trek \| + 0" \| \| 4. \| Adrian Banaszek \| Polska \| BDC Marcpol \| + 0" \| \| 5. \| Daniel Hoelgaard \| Norwegia \| Etixx \| + 0" \| \| 6. \| Mateusz Komar \| Polska \| BDC Marcpol \| + 0" \| \| 7. \| Wojciech Kietliński \| Polska \| Pogoń Mostostal Puławy \| + 0" \| \| 8. \| Mateusz Nowaczek \| Polska \| Sante Whistle Ziemia Brzeska \| + 0" \| \| 9. \| Kamil Gradek \| Polska \| BDC Marcpol \| + 0" \| \| 10. \| Przemyslaw Sobieraj \| Polska \| Warmińsko-Mazurski Klub Sportowy \| + 0" \| |                     |          |                                  |            |
| |                     |          |                                  |            |
| Źródło: ProCyclingStats |                     |          |                                  |            |
| Klasyfikacja generalna |                     |          |                                  |            |
| Kolarz | Kolarz              | Państwo  | Drużyna                          | Czas       |
| 1. | Konrad Dąbkowski    | Polska   | ActiveJet                        | 3h 27' 25" |
| 2. | Grzegorz Stępniak   | Polska   | CCC Polsat Polkowice             | + 0"       |
| 3. | Erik Baška          | Słowacja | Dukla Trenčín Trek               | + 0"       |
| 4. | Adrian Banaszek     | Polska   | BDC Marcpol                      | + 0"       |
| 5. | Daniel Hoelgaard    | Norwegia | Etixx                            | + 0"       |
| 6. | Mateusz Komar       | Polska   | BDC Marcpol                      | + 0"       |
| 7. | Wojciech Kietliński | Polska   | Pogoń Mostostal Puławy           | + 0"       |
| 8. | Mateusz Nowaczek    | Polska   | Sante Whistle Ziemia Brzeska     | + 0"       |
| 9. | Kamil Gradek        | Polska   | BDC Marcpol                      | + 0"       |
| 10. | Przemyslaw Sobieraj | Polska   | Warmińsko-Mazurski Klub Sportowy | + 0"       |